# W.A.K.A
Pour les articles homonymes, voir Waka.
Pour plus de détails, voir Fiche technique et Distribution.
W.A.K.A est un film franco-camerounaisais réalisé par Françoise Ellong.

## Synopsis
W.A.K.A se déroule dans la ville de Douala au Cameroun.
C'est l'histoire de Mathilde, maman du jeune Adam le jour et prostituée la nuit sous le nom de Maryline. Mathilde se prostitue pour subvenir aux besoins de son fils et s'accommode de sa routine quand un jour, un personnage du passé fait irruption dans sa vie. Sous la coupe de Max, proxénète véreux et violent, Mathilde devra faire des choix bouleversants. Jusqu'où ira-t-elle par amour pour Adam ?

## Fiche technique
- Titre : W.A.K.A (Woman Acts for her Kid Adam)
- Réalisation : Françoise Ellong
- Production : Jonathan Taieb (Grizouille Production), LFR Films
- Scénario : Séraphin Kakouang
- Musique : Saul James
- Photographie : Thomas Moren
- Son : Jean-Marc Cedot
- Montage : Dan Caroll
- Décors : Pierre Tenze
- Costumes : Jeanne Ngo Ndab Nyemb
- Pays d'origine :  Cameroun /  France
- Langue : français
- Format : numérique 4K
- Genre : drame
- Durée : 97 minutes

## Distribution
- Patricia Bakalack : Mathilde / Maryline
- Bruno Henry : Max
- Alain Bomo Bomo : Luc
- Frank Ateh : Adam enfant
- Yoli Fuller : Adam adulte
- Céline Victoria Fotso : Gloria
- Jacobin Yarro

## Autour du film
L'histoire de W.A.K.A est d'abord celle d’une mère prête à tout pour subvenir aux besoins de son enfant et préserver la pureté et l’innocence de celui-ci. La lecture du titre doit être faite sous la forme d’un acronyme. Waka est un terme familier employé au Cameroun pour désigner une prostituée. W.A.K.A, dans ce contexte, bien que se référant à l’univers global de la prostitution, signifie « Woman Acts for her Kid Adam ».
La prostitution n'est pas un fléau typiquement africain ou issu de la ville de Douala, justifiant que l'on y tourne le film. Mais c'est une ville représentative du combat des mères pour leurs enfants, combat qui est universel.

## Distinctions

### Récompenses
- Best Director au Mashariki African Film Festival à Kigali
- Prix spécial du Jury :
  - 17e édition du Festival du cinéma africain de Khouribga
  - Dikalo Award d'encouragement, 1re œuvre de long-métrage à la 11e édition du Festival international du film panafricain de Cannes[2],[3]
  - Mention spéciale du Jury Jeunes à la 14e édition du festival Lumières d'Afrique à Besançon
  - Prix Cauris (meilleur film de la diaspora) au Festival Africlap

### Sélections
- Sélection officielle du Hollywood Film Festival[4].
- Sélection officielle et film d'ouverture de la 14e édition du festival Lumières d'Afrique à Besançon
- Sélection officielle à la 4e édition du FIFDA (Festival international des films de la diaspora africaine) à Paris
- Sélection officielle de la 24e édition du Fespaco, Ouagadougou
- Film d'ouverture de la 17e édition du festival Écrans noirs à Yaoundé
- Projection aux Journées cinématographiques de la femme africaine au Burkina Faso[5]
- Hommage aux femmes cinéastes via la carte blanche du Festival de films de femmes de Créteil à l'IFC de Douala
- Le film s'est exporté dans différents pays : Burkina Faso, Espagne, Canada, etc.[6],[7]